# Marcus Mariota
Marcus Ardel Taulauniu Mariota (* 30. Oktober 1993 in Honolulu, Hawaii) ist ein US-amerikanischer American-Football-Spieler auf der Position des Quarterbacks. Er wurde an zweiter Stelle des NFL Draft 2015 von den Tennessee Titans ausgewählt. Von 2012 bis 2014 spielte er an der University of Oregon College Football und gewann in dieser Zeit den Alamo Bowl (2013), den Rose Bowl (2014) und die Heisman Trophy. Zurzeit steht Mariota bei den Washington Commanders unter Vertrag. Er spielte zuvor auch für die Las Vegas Raiders, die Atlanta Falcons und die Philadelphia Eagles.

## Frühe Jahre
Mariota ist samoanischer Abstammung und wurde in Honolulu, Hawaii geboren. Er besuchte in Honolulu die St. Louis High School, wo er erst in seinem letzten Schuljahr zum Starting-Quarterback ernannt wurde und St. Louis mit elf Siegen und einer Niederlage zur Staatsmeisterschaft führte. Er erreichte in diesem Jahr 2.597 Yards und 32 Touchdowns im Passspiel und lief den Ball für weitere 455 Yards und 7 Touchdowns.
Außerdem war er ein sehr guter Leichtathlet. Er qualifizierte sich in Sprint- und Sprungdisziplinen ebenfalls für die Staatsmeisterschaften, wo er im 200-Meter-Lauf und Weitsprung den vierten Platz erreichte. In der 4-mal-100-Meter-Staffel gewann er mit seiner Mannschaft den Titel.
2010, noch bevor er ein Spiel der ersten Mannschaft seiner Highschool bestritten hatte, besuchte der bis dahin noch unbekannte Mariota ein Football-Camp in Oregon, bei dem der Offensive Coordinator der University of Oregon auf ihn aufmerksam wurde und ihn anschließend bei der Saisonvorbereitung in Hawaii beobachtete. Kurz darauf erhielt er, noch vor seinem ersten Spiel als Starting Quarterback, ein Stipendium, welches er nach der Saison annahm.

## College
Nachdem er die Saison 2011 ausgesetzt hatte, war er 2012 der erste Freshman seit 22 Jahren, der für die Oregon Ducks das Eröffnungsspiel begann. Daraufhin führte er sein Team in drei Jahren zu 36 Siegen bei fünf Niederlagen. Als Junior stand er mit seiner Mannschaft nach einem Sieg über die von Jameis Winston angeführten Florida State Seminoles im Finale der College Football Meisterschaften. Dieses wurde jedoch gegen die Ohio State Buckeyes verloren. Dennoch wurde er als erster Spieler seiner Universität und erster Spieler mit hawaiianischen Wurzeln zum Heisman-Trophy-Gewinner gewählt.
Nach der Saison verkündete er, trotz der Möglichkeit ein weiteres Jahr College Football spielen zu können, dass er am NFL Draft 2015 teilnehmen werde.

## NFL
Mariota wurde im NFL Draft 2015 an zweiter Stelle von den Tennessee Titans ausgewählt. In seinem NFL-Debüt am 13. September 2015 gegen die Tampa Bay Buccaneers warf er in der ersten Halbzeit vier Touchdowns. Er beendete das Spiel mit dem maximal möglichen Quarterback Rating von 158,3, wodurch er der erste Spieler in der NFL-Geschichte wurde, dem dies bei seinem NFL-Debüt gelang. Zusätzlich wurde Mariota mit einem Alter von 21 Jahren und 318 Tagen auch der jüngste Quarterback der NFL, welcher ein Quarterback-Rating von 158,3 erhielt. Gegen die Jacksonville Jaguars erlief er am 12. Spieltag einen Touchdown über 87 Yards, und eine Woche später fing er gegen die New York Jets einen Pass von Runningback Antonio Andrews und lief ihn über 40 Yards für einen Touchdown in die Endzone. Damit ist er mit Kordell Stewart der einzige Quarterback, dem es gelang, einen Touchdown über mindestens vierzig Yards zu erlaufen und zu fangen.
Seit seinem NFL-Debüt war er, abgesehen von Verletzungen, bis zur 6. Woche der NFL-Saison 2019 Starting Quarterback. Zu diesem Zeitpunkt verlor er aufgrund seiner Leistungen seinen Stammplatz an Ryan Tannehill. Die restliche Saison wurde er nur noch für einzelne Snaps eingewechselt.
Nach dem Auslaufen seines Vertrags in Tennessee schloss sich Mariota den Las Vegas Raiders an, wo zwei Jahre lang Backup von Derek Carr war.
Im März 2022 unterschrieb Mariota einen Zweijahresvertrag bei den Atlanta Falcons. In der Saison 2022 absolvierte er die ersten 13 Spiele als Starter, ehe er nach der anschließenden spielfreien Woche zum 15. Spieltag vom Rookie Desmond Ridder abgelöst wurde. Eine Woche später wurde er auf die Injured Reserve List gesetzt. Am 28. Februar 2023 entließen die Falcons Mariota.
Am 20. März 2023 nahmen die Philadelphia Eagles Mariota als Backup für Jalen Hurts unter Vertrag.
Im März 2024 schloss Mariota sich den Washington Commanders an.

## Persönliches
Im Jahr 2021 heiratete Mariota Kim Cook. Am 7. Dezember 2022 brachte sie das erste Kind des Paars zur Welt.
Mariota wurde während der NFL-Saison 2022 auf und neben dem Spielfeld für die Netflix- und NFL Films-Dokumentationsserie Quarterback aufgezeichnet, die im Juli 2023 debütierte.